# Angelico Fabbri
Angelico Fabbri (né le 22 août 1822 à Gubbio et mort le 7 juillet 1886 dans la même ville) est un patriote, franc-maçon et carbonaro italien, l'une des principales personnalités du Risorgimento eugubin.

## Biographie
Étudiant en pharmacie à l'université de Bologne dans les années 1840, Angelico Fabbri y a commencé sa carrière en tant que conspirateur, patriote, homme politique et militaire. Il a occupé tous les grands emplois publics à Gubbio, y compris celui de maire, de conseiller et a été élu à deux reprises député à la Chambre nationale.